# Pillage de Mégalopolis
Le pillage de Mégalopolis est un évènement de la guerre de Cléomène, s'étant produit au cours de l'hiver -223/-222.

## Le déroulement
Quelques exilés Messéniens vont permettre à Cléomène de s'introduire dans la place. Quoique leur vaste cité, pratiquement dépeuplée fût malaisée à défendre, les Mégalopolitains montrèrent plus de résistance que prévu, au point que Cléomène fut presque défait. Cependant, l'importance numérique de son armée lui permit d'occuper tous les points stratégiques. La ville fut prise et ses habitants expulsés. Cependant, Cléomène proposa aux Mégalopolitains, réfugiés à Messène la restitution de leur cité, moyennant quoi ils rejoindraient son alliance. Ceux-ci refusèrent, et en vinrent presque à lapider les émissaires spartiates qui leur faisaient cette proposition. En conséquence, leur ville fut livrée au pillage et à la destruction la plus totale.